# 해운대 경동제이드
해운대 경동제이드(영어: Haeundae Kyungdong Jade) 또는 해운대 경동 JADE는 대한민국 부산광역시 해운대구 우동에 위치한 주상복합 아파트 단지다. 아파트는 101동, 102동 23층부터 42층까지 있고 103동에 있고 오피스텔은 102동 5층부터 21층까지 있다. 2007년에 착공하여 2012년에 완공하였다.

## 역사
2007년에 착공하여 2008년 분양이 완료되었다. 2011년 9월 입주를 목표로 하고 있었다. 이후 2012년에 완공하였다. 같은 해 11월 19일에 사용승인되었다.

## 단지 구성
| 동 명칭 | 층수 | 높이 |
| ------- | ---- | ---- |
| 101동   | 40층 | 152m |
| 102동   | 43층 | 162m |
| 103동   | 47층 | 190m |

## 특징
부산에서 공용관리비 1위 아파트는 해운대 경동제이드다. 명풍해양도시에 맞는 아파트는 연옥색 유리가 있고 럭셔리한 주거환경을 제공한다. 바다 조망권, 내진 내풍 설계, 상가와 아파트로 사생활 보호 등이 있다. 단지 곳곳에 옥외정원과 어린이공원 등이 있다. 최첨단 기술이 적용된 하이브리지 공간을 설계되었다.
아파트는 53평, 62평, 64평, 65평, 67평, 68평, 83평, 87평, 88평, 93평, 103평으로 구성되어 있는데 93평, 103평은 최상층에만 있는 펜트하우스에는 각각 2세대와 1세대씩 존재한다. 오피스텔은 114평, 127평, 139평으로 구성되어 있다. 127평과 139평은 각각 2세대와 1세대씩 존재한다.
세대수는 총 278세대(3개동), 난방방식은 개별난방, 도시가스고 주차대수는 886세대(세대당 3.18대)다.

## 내부 시설

### 101동
| 층수                | 시설            |
| ------------------- | --------------- |
| 22층 ~ 40층         | 아파트          |
| 21층                | 기계실/대피공간 |
| 4층 ~ 20층          | 아파트          |
| 2층 ~ 3층           | 근린생활시설    |
| 1층                 | 피로티          |
| 지하 6층 ~ 지하 1층 | 지하주차장      |

### 102동
| 층수                | 시설                 |
| ------------------- | -------------------- |
| 23층 ~ 43층         | 아파트               |
| 22층                | 기계실/대피공간      |
| 21층                | OT-B, OT-A           |
| 16층 ~ 20층         | OT-B, PIT            |
| 5층 ~ 15층          | OT-B, 주차장         |
| 4층                 | 주민공동시설, 주차장 |
| 2층 ~ 3층           | 근린생활시설, 주차장 |
| 1층                 | 로비, 피로티, 주차장 |
| 지하 6층 ~ 지하 1층 | 지하주차장           |

### 103동
| 층수                | 시설                              |
| ------------------- | --------------------------------- |
| 22층 ~ 47층         | 아파트                            |
| 21층                | 기계실/대피공간                   |
| 5층 ~ 20층          | 아파트                            |
| 4층                 | 주민공동시설, 다리                |
| 3층                 | 주민공동시설, 오픈, 근린생활시설  |
| 2층 ~ 3층           | 주민공동시설, 근린생활시설        |
| 1층                 | 근린생활시설, 아파트 로비, 피로티 |
| 지하 6층 ~ 지하 1층 | 지하주차장                        |

## 대중문화
- 고독한 미식가 시즌 8 연말스페셜에 나온다.

## 갤러리

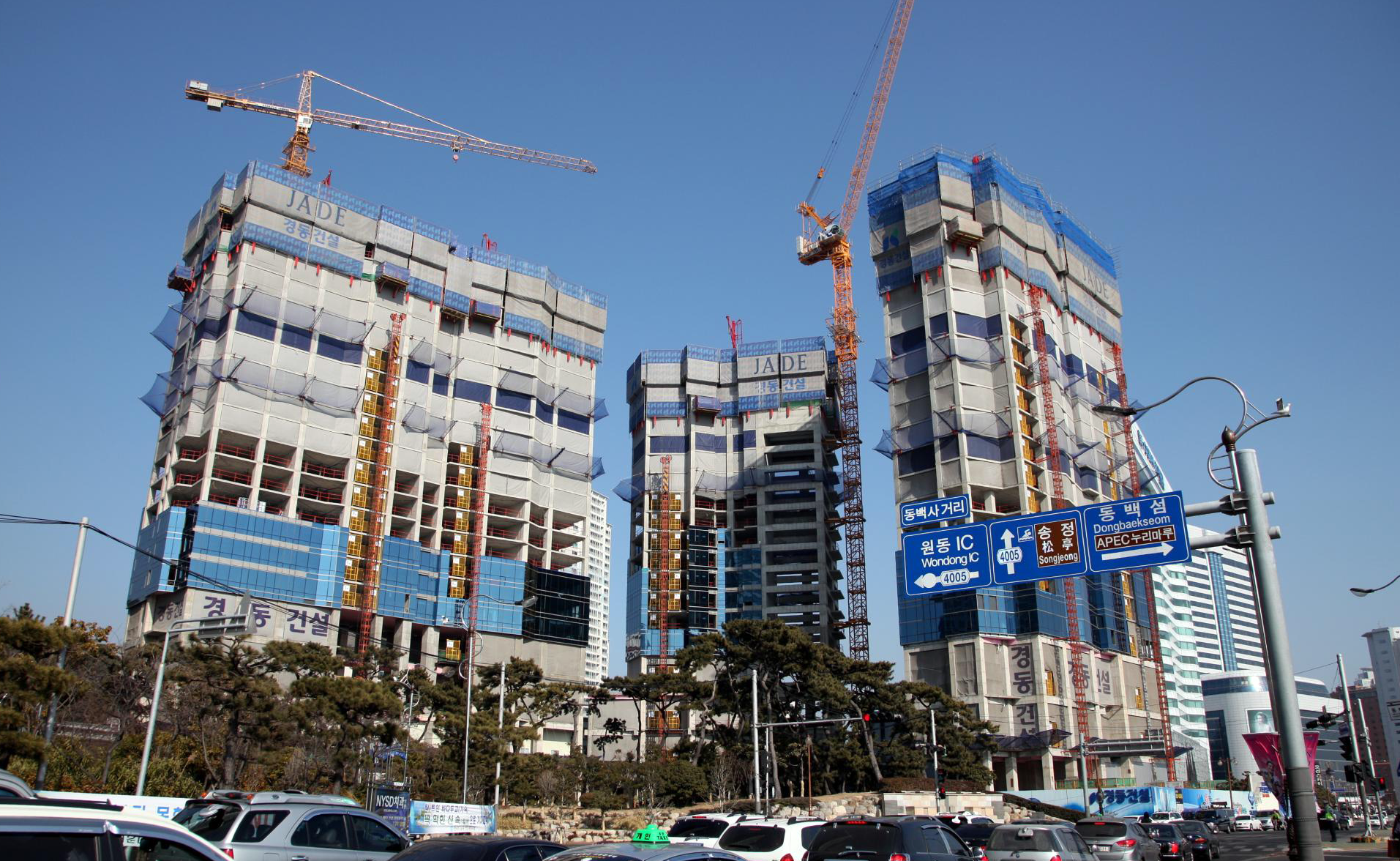
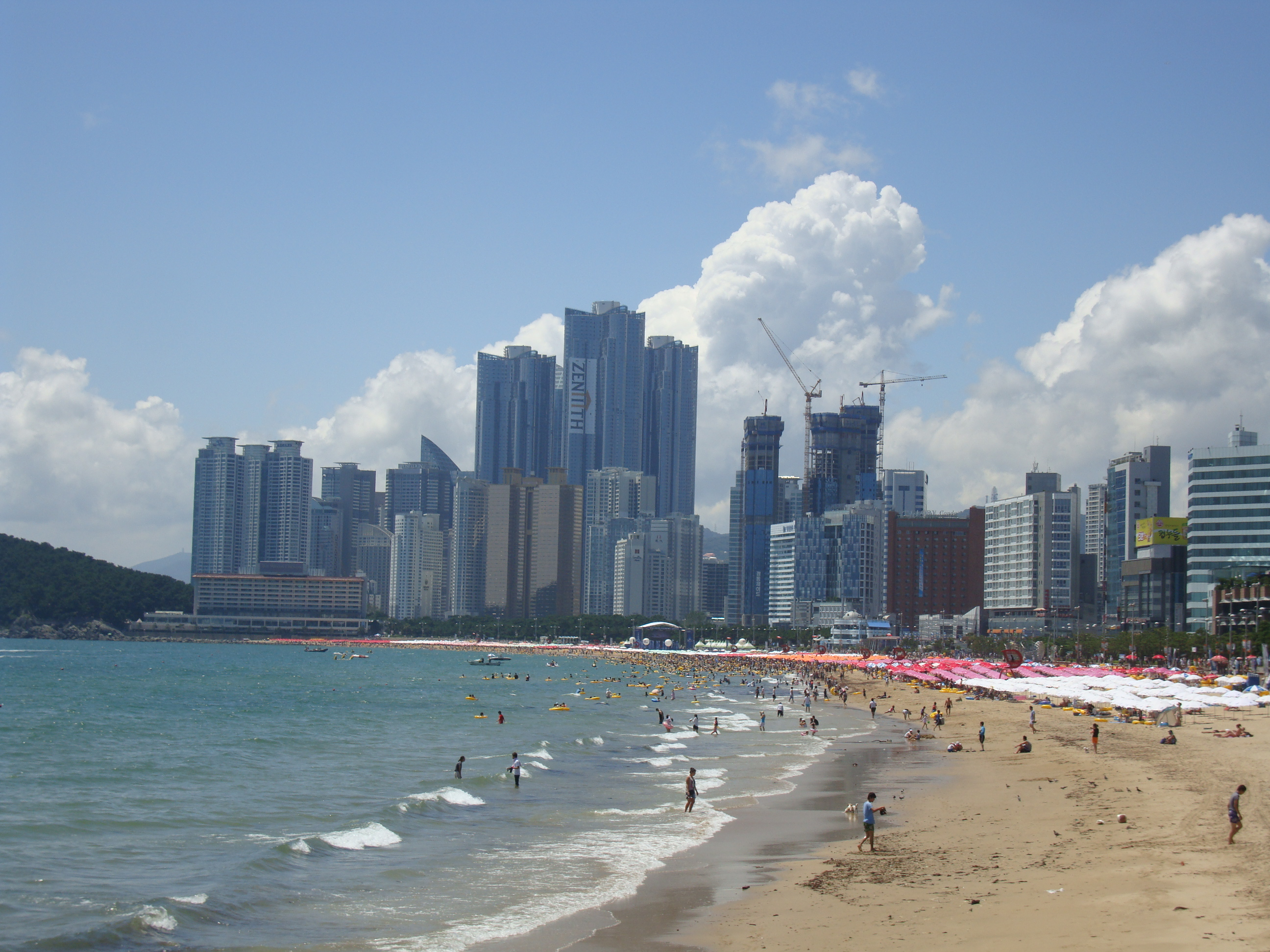
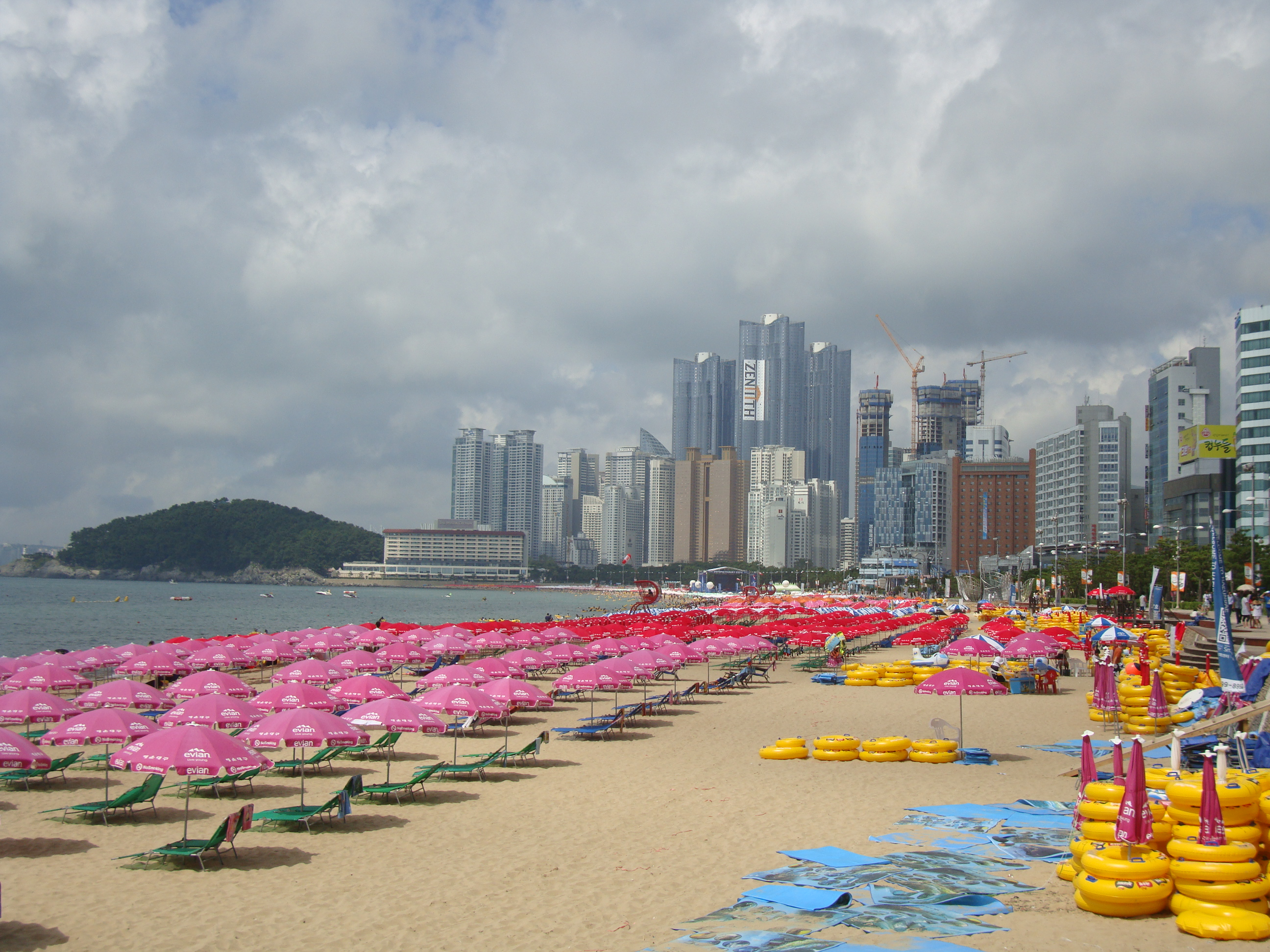
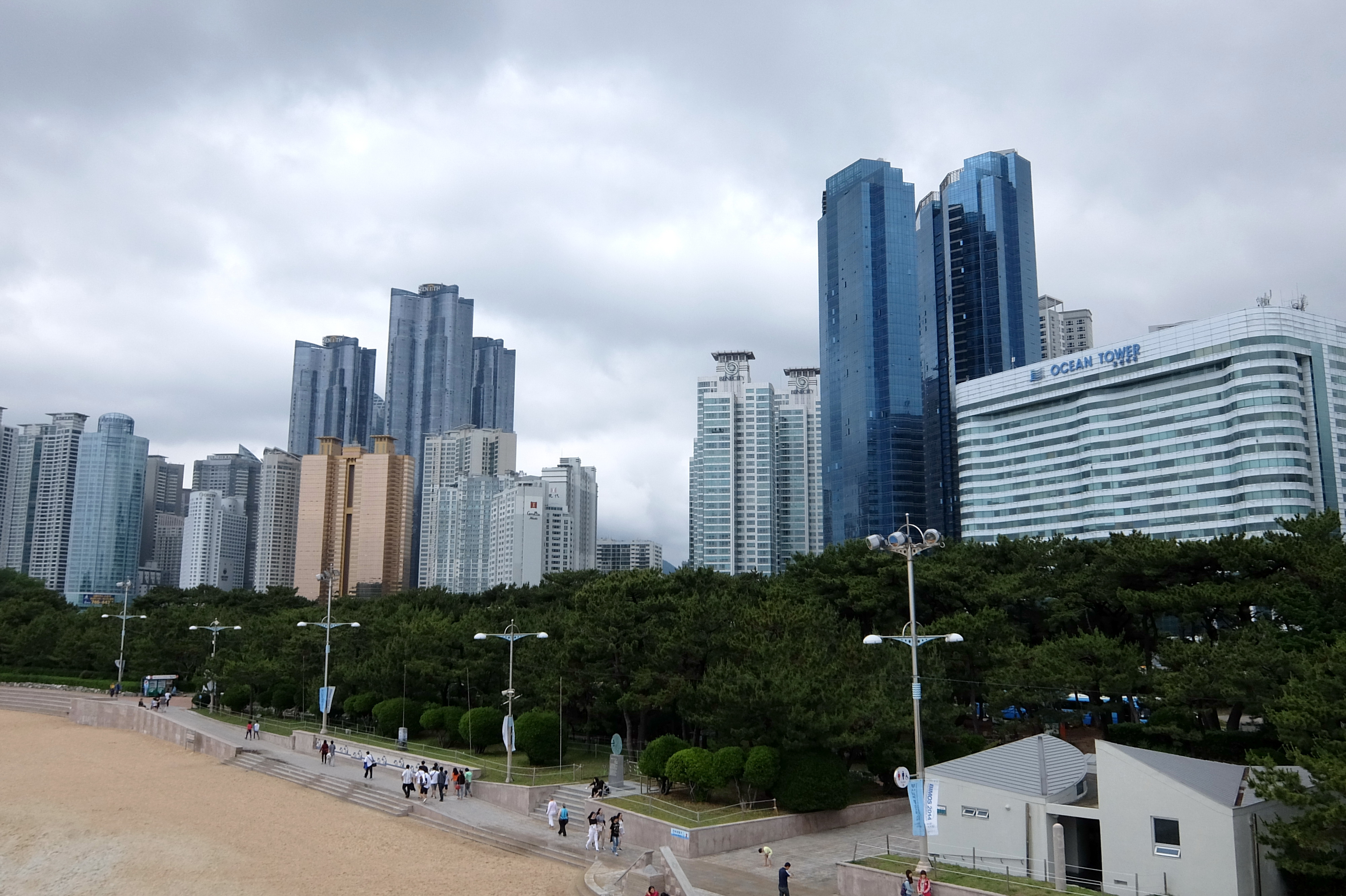
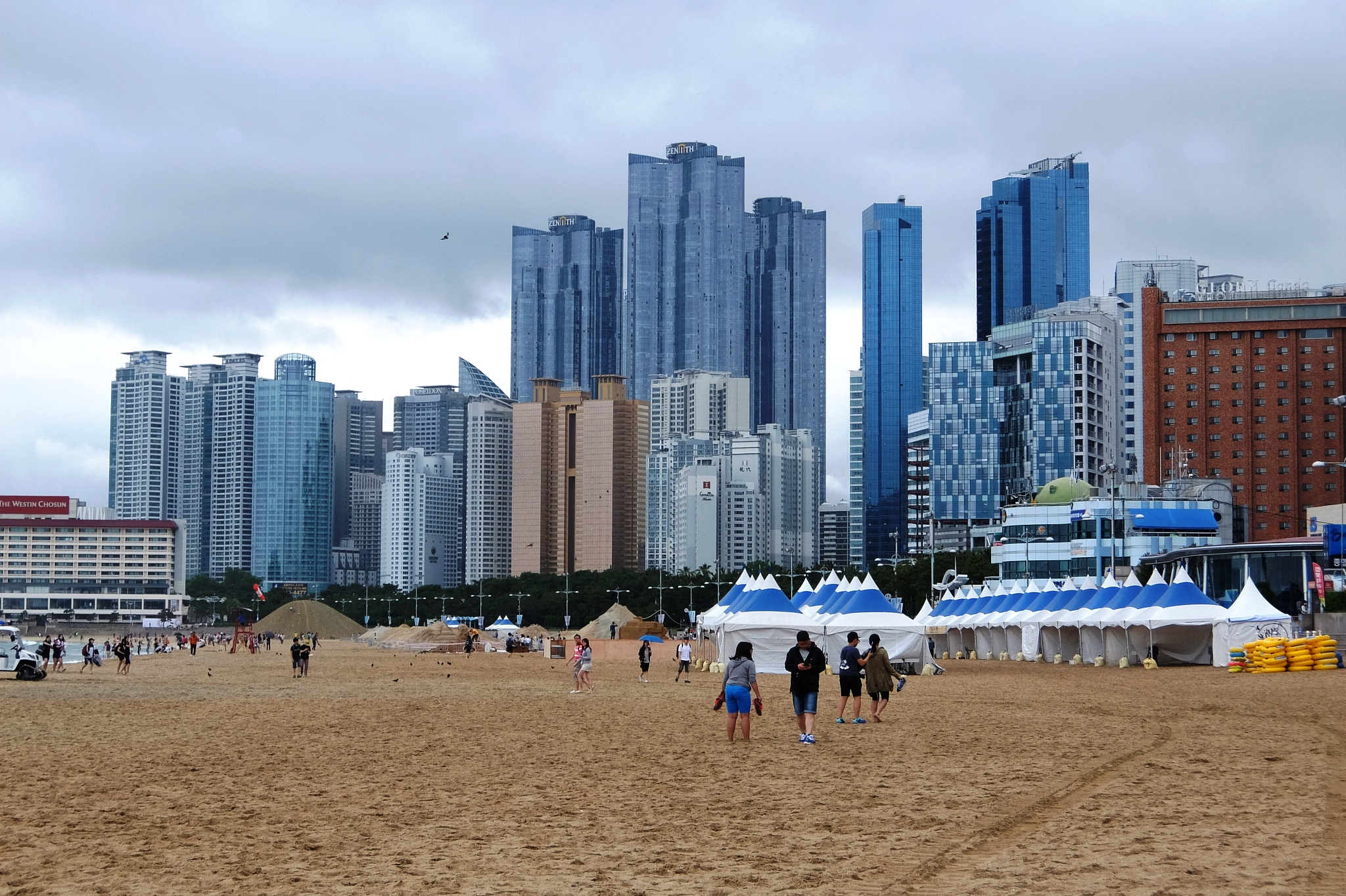
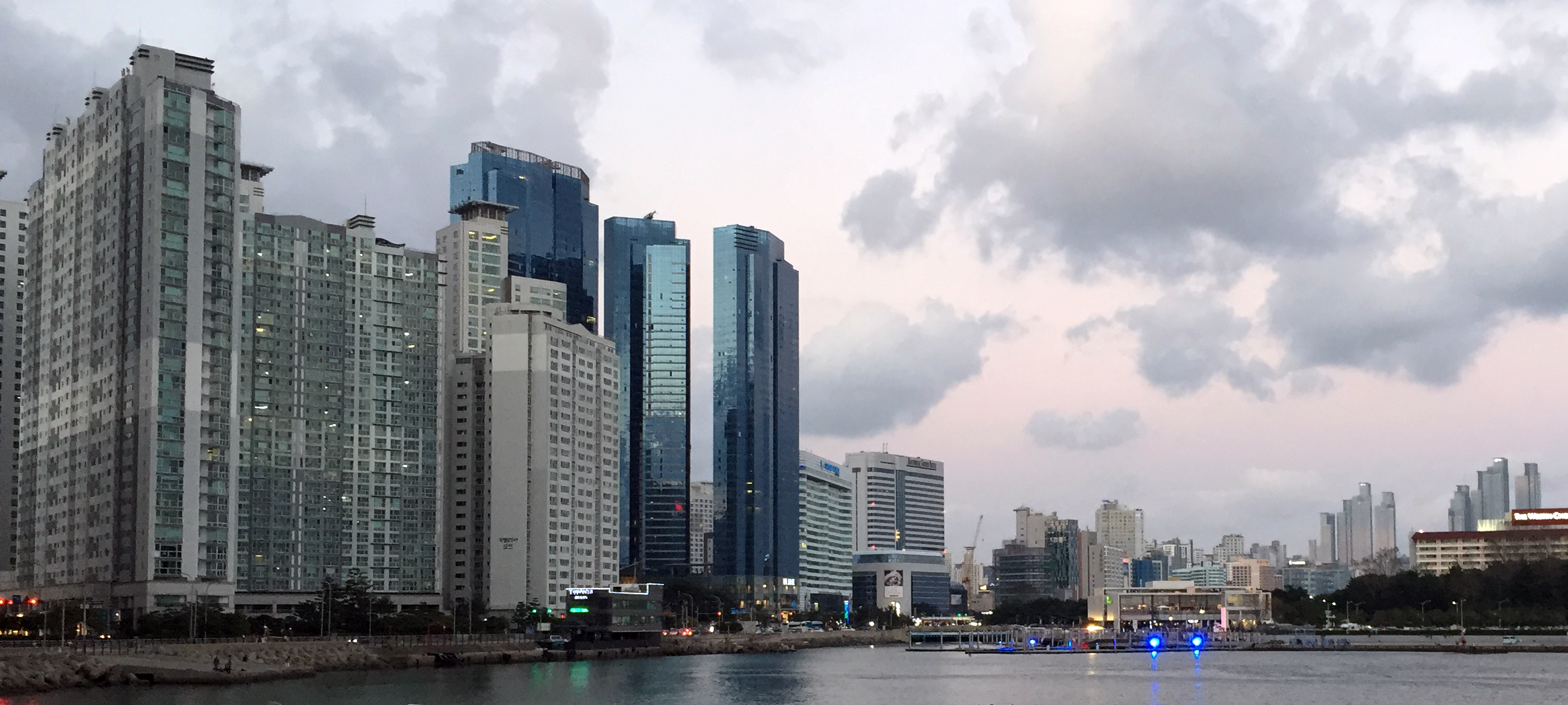
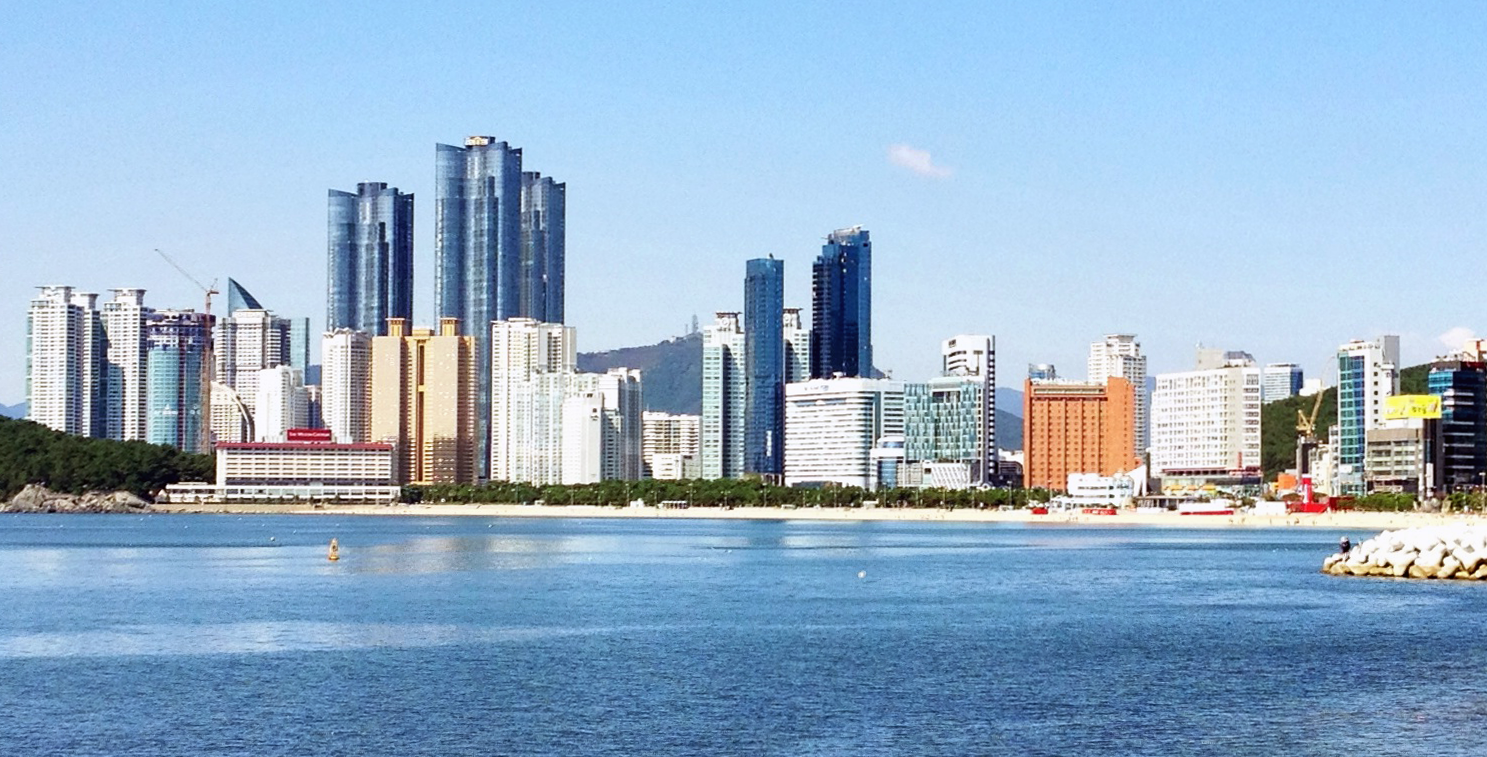
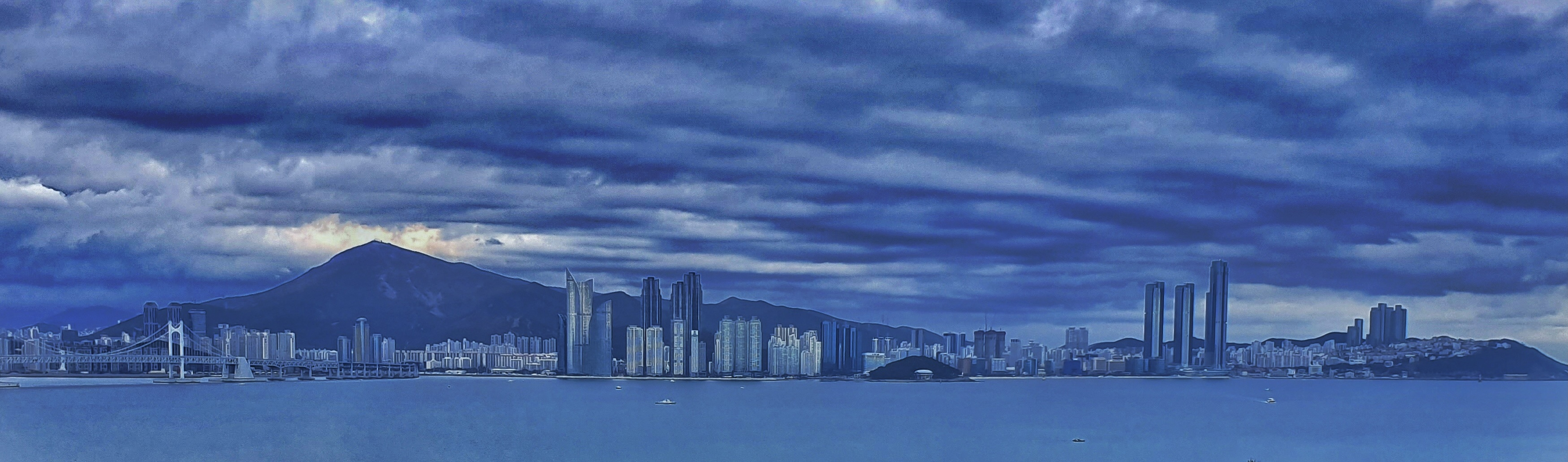

### 파노라마

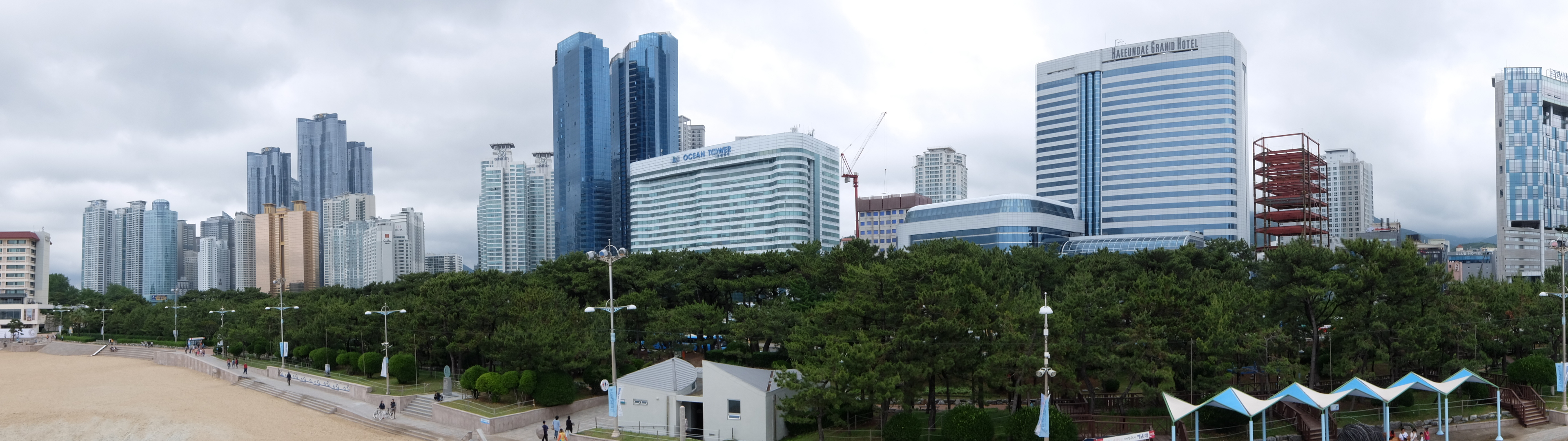

## 같이 보기
- 대한민국의 마천루 목록
- 부산광역시의 마천루 목록